# Breithorn Central
El Breithorn Central és una muntanya de 4.159 metres, del massís del Breithorn, que es troba entre les regions de la Vall d'Aosta a Itàlia i del Valais a Suïssa.